# زن پوشالی
زن پوشالی (به انگلیسی: Woman of Straw) فیلمی در ژانر جنایی دلهره‌آور به کارگردانی بیزیل دی‌یردن محصول بریتانیا است که در سال ۱۹۶۴ منتشر شد.

## بازیگران
- جینا لولوبریجیدا
- شان کانری
- رالف ریچاردسون
- الکساندر ناکس
- رابرت یکم
- جانی سکا
- داگلاس ویلمر
- پیتر مدن
- آندره مورل
- ادوارد آندرداون